# タクツェ区
タクツェ区（タクツェく）は中華人民共和国チベット自治区ラサ市の市轄区の一つ。区名はチベット語で「虎峰」の意。ラサ川が南へ曲がったところ、ヤルンツァンポ川中流に位置する。区政府所在地はデチェン鎮（徳慶鎮）。

## 行政区画
1鎮、5郷を管轄：
- 鎮：デチェン鎮（徳慶鎮）
- 郷：塔傑郷、章多郷、唐嘎郷、雪郷、幇堆郷

## 交通

### 道路

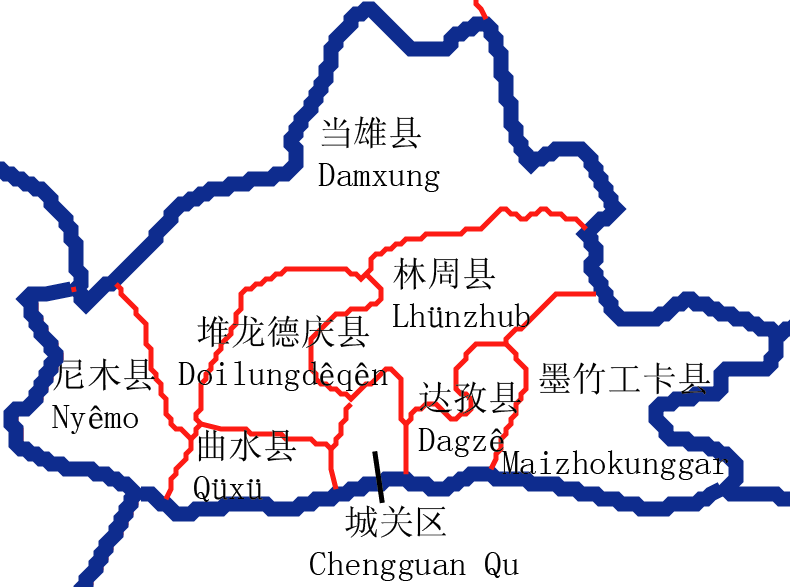
ラサ市の行政区画

- 高速道路
  -  雅葉高速道路（中国語版）
- 国道
  - G318国道